# Rugby X
Ne doit pas être confondu avec Rugby à 10.
Le rugby X, est un sport collectif opposant deux équipes de cinq joueurs qui se disputent un ballon ovale dans un stade. L'objectif est de marquer plus de points que son adversaire, uniquement à la main en marquant des essais.

## Historique
Le 29 octobre 2019, World Rugby a lancé un tout nouveau format de rugby à l'échelle internationale le rugby X lors d'une compétition organisée à l' Arena à Londres. Brett Gosper, le patron de World Rugby, explique : « L'innovation est cruciale pour poursuivre l'expansion de toute discipline, et le RugbyX est une belle occasion de capitaliser sur celle du rugby, juste avant la Coupe du monde au Japon ».

## Règles du jeu

### Joueurs
Par équipe, il y a 5 joueurs sur le terrain.
Pour la première compétition de rugby X jouée en octobre 2019, les effectifs sont composés de joueurs internationaux de rugby à sept.

### Temps de jeu
Un match est joué en une mi-temps de 10 minutes.